# Dżohil
Dżohil (ukr. Джогіль, rum. Giogol) – przełęcz w Karpatach ukraińskich, w masywie Gór Jałowyczorskich. Położona na południu rejonu putylskiego obwodu czerniowieckiego, na dziale wodnym rzek Suczawy i Jałowyczery (prawy dopływ Białego Czeremoszu).
Wysokość przełęczy to 1160 m. Przełęczą wiedzie droga znaczenia lokalnego, która łączy wsie Szepit i Werchnij Jałoweć. Przełęcz jest drogowa, bez twardego pokrycia (droga gruntowa), z licznymi ostrymi i stromymi serpentynami. Zimą z przełęczy prawie nie korzysta się.